# Stereo Studio
Stereo Studio var en dansk-ejet kæde af specialbutikker, der forhandlede musik, film, konsol- og computerspil, bøger, hovedtelefoner, mobiltilbehør og merchandise. Stereo Studio blev grundlagt i Aalborg i 1975 af Frank Sørensen, men måtte efter lidt over 40 år give op over for forbrugernes ændrede indkøbsmønstre, der betød mindre behov for musik og film på fysiske medier. Kæden bestod kort før sin konkurs af 14 butikker fordelt over hele landet samt en online netbutik.
I august 2013 introduceres Studio Apparel i udvalgte butikker, hvor forskellige tøjmærker blandede deres produkter som hovedtelefoner, vinyl plader osv. i et sprit nyt butiksområde.

## Butikker
Pr. 1. maj 2015:
| Jylland | Aalborg (Algade, Aalborg Storcenter), Randers, Århus (Ryesgade, Bruuns Galleri), Viborg, Herning (HerningCentret), Silkeborg, Horsens, Vejle, Kolding (Kolding Storcenter), Esbjerg, Holstebro |
| Fyn     | Odense (Rosengårdcentret & Odense Centrum - Vestergade 82). |